# Helena Andersson Bromander
Eva Helena Andersson Bromander, född Andersson 27 februari 1972 i Umeå landsförsamling, är en svensk sångerska, musiker, körledare och låtskrivare.
Andersson Bromander genomgick musikutbildning vid Mellansels folkhögskola 1991–1992 och vid Skurups folkhögskola 1992–1994 och samt bedrev religionsvetenskapliga studier vid Uppsala universitet 1994–1999 och blev teologie kandidat.
Andersson Bromander var medlem i gruppen Syster Fritz perioden 2004–2013. De spelade bl. a. på festivalen Urkult och gjorde en turné i Myanmar i samverkan med burmesiska skådespelare och dansare.   
Åren 2014–2019 arbetade Andersson Bromander som musikansvarig på Stiftsgården Rättvik. Utöver att arbeta med gårdens musik  utvecklade hon Global trettonhelg, ett generationsöverskridande läger om globala hållbarhetsfrågor som hade rötter i de U-seminarierna som initierades av Jonas Jonsson på Stiftsgården Rättvik i slutet av 1960-talet och hölls till början av 2000-talet. 
Sedan 2021 är hon verksam i Uppsala domkyrkoförsamling där hon t o m 2024 var konstnärlig ledare för Rockkören DUM.      
Anderson Bromander har skrivit ett flertal verk för kör varav några finns utgivna på Bo Ejeby förlag. På uppdrag av UNGiKÖR komponerade hon Ibland kan jag känna elden, festivallåten till den nordiska barn- och ungdomskörfestivalen Norbusang 2023. 
År 2012 tilldelades Andersson Bromander Svenska kyrkans kulturstipendium för att komponera musikberättelsen Har hjärtat slutat slå? med text av Magdalena Wernefeldt. En ensemble av sju musiker och berättare turnerade med föreställningen 2013-2014.
Sedan 2019 är Helena Andersson Bromander styrelseledamot för UNGiKÖR och sedan 2024 ordförande i Norbusangrådet som samlar körförbund som arbetar med ungas och barns sång i alla nordiska länder. Andersson Bromander bedriver därutöver frilansverksamhet som sångerska, musiker och projektledare i kultursektorn.       

## Ensembler och deras medlemmar
- Helena och Ola (2021-) Helena Andersson Bromander - sång, Ola Hedén - piano [24] [25] [26]

- Duo Vindöga (2010-) Helena Andersson Bromander - sång, fiol, viola, slagverk, Peter Frykholm - kontrabas [27][28] [29]
- Har hjärtat slutat slå? (2013-2014) Helena Andersson Bromander - sång, viola, Pal Johnson/ Backa Hans Eriksson/Anders Löwis Löfgren - bas, Sara Lindh/ Magdalena Wernefeldt - berättare, Anna Ottertun - sång och slagverk, Arnold Rodriguez - piano, Daniel Sjöberg - sång, Jonas Sjöblom - slagverk och flöjter

- Syster Fritz (2004-2013) Helena Andersson Bromander - sång, fiol, viola, slagverk, Sara Backström Lindeberg - piano, tvärflöjt, sång, slagverk, Charlotte Magnusson - tvärflöjt, bastvärflöjt, bambu- m fl flöjter, sång och slagverk, Peter Frykholm - kontrabas, sång, slagverk (medlem från år 2009)
- Helena Anderssons flygsällskap (2001-2002)Helena Andersson Bromander - sång, Arnold Rodriguez - piano, Roland Keijser - saxofoner och flöjter, Per V. Johansson/Peter Frykholm - bas, Nassim Al Fakir - slagverk

## Diskografi
Helena Andersson Bromander medverkar som kapellmästare eller medverkande sångerska och/eller musiker på följande album:
- 2021 ”När ingenting är som vanligt. Sånger och psalmer.” (Svenska kyrkan)[30]
- 2010 ”Existenso” Syster Fritz (Syster Fritz SFCD02)[31]
- 2009 ”Lilith Eve Collection No 1” Syster Fritz (Lilith Eve EVE0109)
- 2008 ”Fritno” Syster Fritz (Syster Fritz SFCD01)[32]
- 2002 ”Landa” Helena Anderssons Flygsällskap. (Andersson Bromander musik ABM-02)[33]
- 1997 ”Gränslösa- CD:n – den enda samlingsplatta du behöver.” The Mud Club. (Hasans Vänner mot våld och rasism HVCD001)
- 1996 ”Vårt barndomshem, vårt fagra Östergyllen” (Sånggripen TSCD 9703)
- 1995 ”Carl Orff Carmina Burana (Chamber Version)” Allmänna sången, Uppsala musikklasser, Lena Nordin, Hans Dornbusch, Peter Mattei, Roland Pöntinen, Love Derwinger, Kroumata, Cecilia Rydinger. (BIS Records BIS-CD-734)[34]